# (20487) 1999 NJ62
A (20487) 1999 NJ62 a Naprendszer kisbolygóövében található aszteroida. A LINEAR projekt keretében fedezték fel 1999. július 13-án.